# Lập Thạch
Lập Thạch là một huyện miền núi nằm ở phía tây bắc của tỉnh Vĩnh Phúc, Việt Nam.

## Địa lý
Huyện Lập Thạch nằm ở phía tây của tỉnh Vĩnh Phúc, có vị trí địa lý:
- Phía đông giáp huyện Tam Đảo và huyện Tam Dương
- Phía tây giáp huyện Sông Lô và thành phố Việt Trì, tỉnh Phú Thọ
- Phía nam giáp huyện Vĩnh Tường
- Phía bắc giáp huyện Sơn Dương, tỉnh Tuyên Quang.

Huyện Lập Thạch có diện tích 173,10 km², dân số năm 2008 là 123.664 người, mật độ dân số đạt 714,4 người/km².

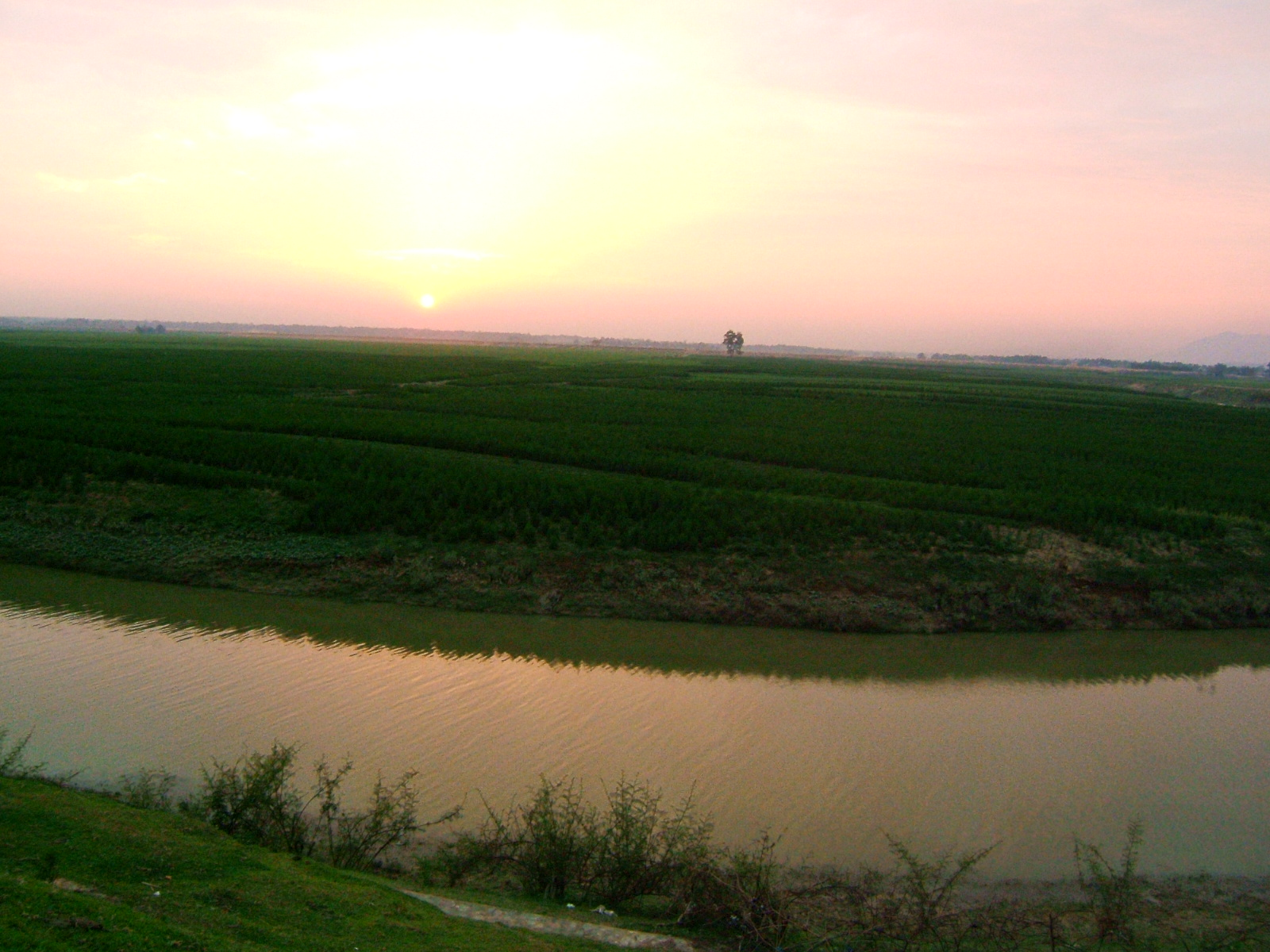
Một đoạn sông Phó Đáy chảy qua địa phận xã Đồng Ích, huyện Lập Thạch

Lập Thạch có cấu tạo địa tầng cổ. Khu vực xung quanh núi Sáng và các xã Quang Sơn, Hợp Lý, Bắc Bình, Liễn Sơn ở hữu ngạn sông Phó Đáy, diện tích hàng chục km² có tuổi đại nguyên sinh. Vùng ven rìa trước núi Tam Đảo thuộc xã Đạo Trù có tuổi đại trung sinh. Như vậy, huyện Lập Thạch nằm trên một địa tầng rất vững vàng, rất cổ xưa, nơi "trẻ" nhất cũng cách ngày nay trên 200 triệu năm. Từ địa tầng đó đã xuất hiện hai thành tạo magma xâm nhập đáng kể là khối núi Sáng, tổng diện tích 70 km² và khối các núi Bầu, núi Lịch, núi Ngang, diện tích nhỏ hơn, nằm hai bên bờ sông Phó Đáy, từ xã Hợp Lý đến các xã Yên Dương, Bồ Lý, tuổi tuyệt đối là 350 triệu năm.

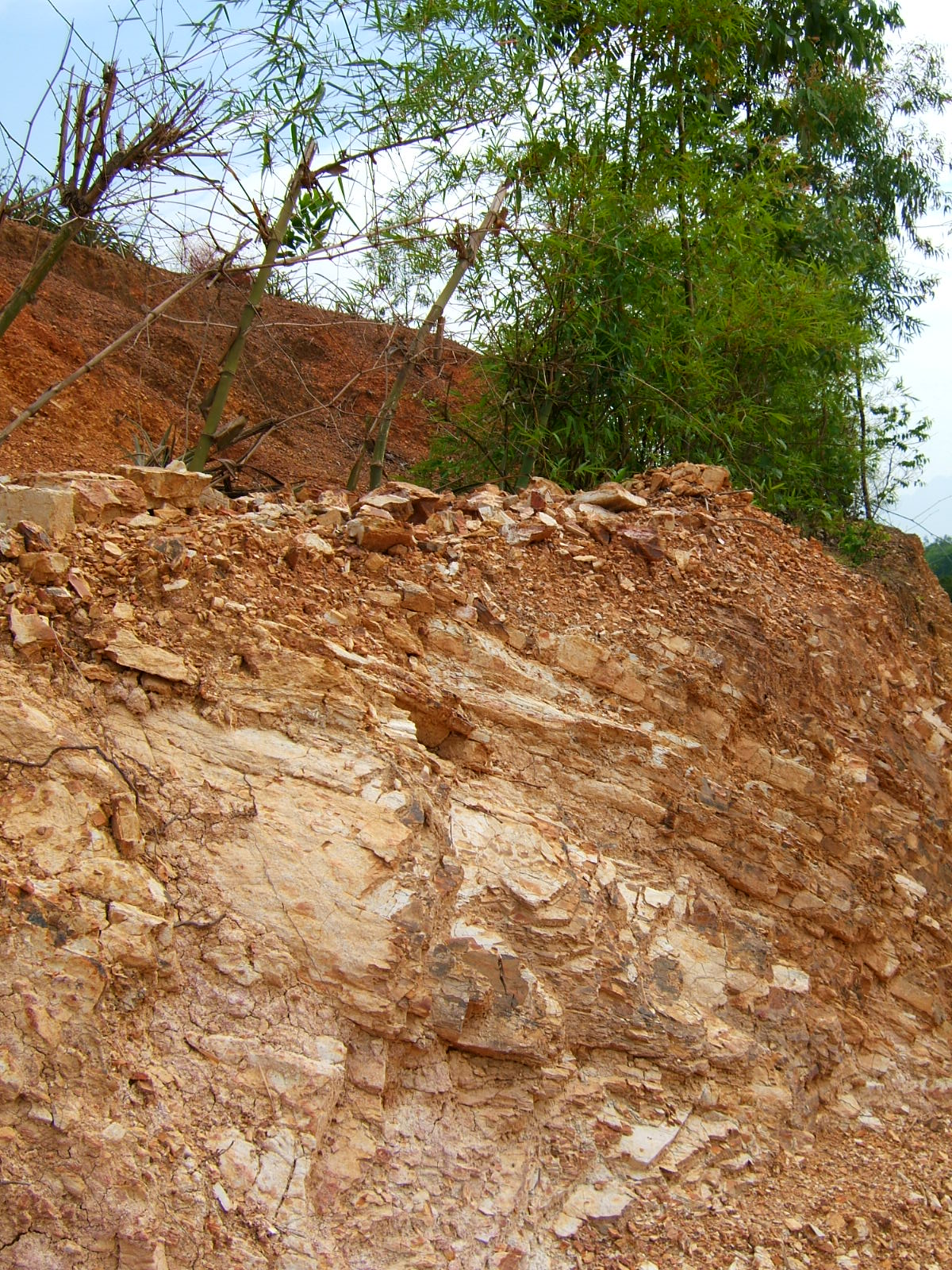
Kiến tạo địa chất đồi ở Lập Thạch

Nằm trong vùng nhiệt đới gió mùa, nhiệt độ trung bình từ 22 °C, số giờ nắng trung bình trong năm là 1.450 đến 1.550 giờ, lượng mưa trung bình 1.500-1.800 mm/năm, độ ẩm trung bình khoảng 84%, khí hậu Lập Thạch được chia làm 4 mùa rõ rệt. Mưa nhiều vào mùa hè gây úng lụt vùng trũng do nước từ các dãy núi lớn, như Tam Đảo, và từ sông Lô, sông Đáy trút vào đồng chiêm, nhiều khi tràn ngập ra cả đường liên huyện, liên xã gây cô lập các cụm dân cư và các xã. Mùa đông khí hậu khô hanh thậm chí gây hạn hán tại nhiều vùng đồi, núi.

### Lịch sử hành chính

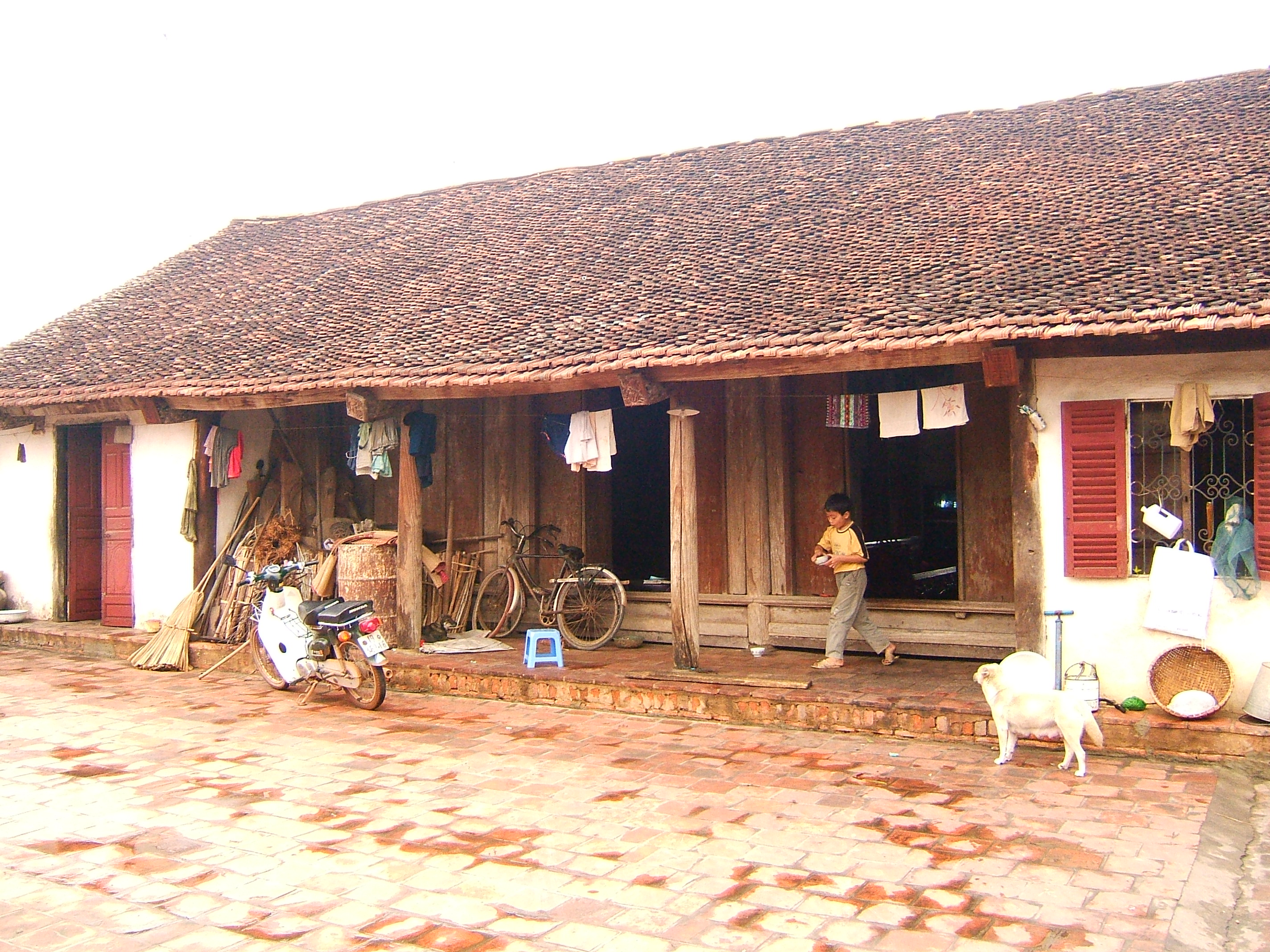
Một căn nhà ngang truyền thống bằng gỗ 3 gian 2 chái được xây dựng tại xã Tiên Lữ, huyện Lập Thạch từ những năm 1940

### Kinh tế

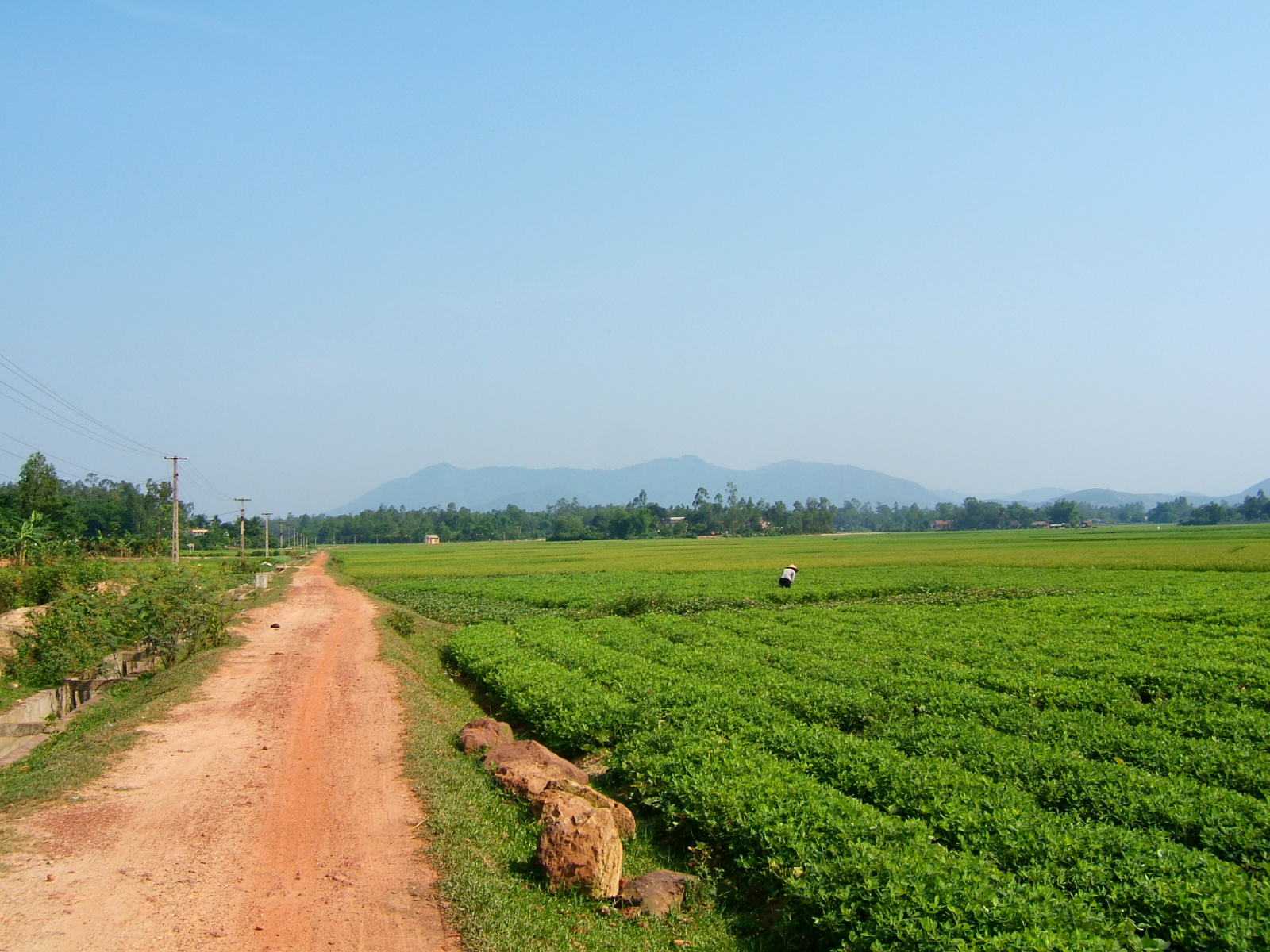
Cánh đồng trồng lạc và lúa tại xã Tiên Lữ, huyện Lập Thạch

### Giáo dục

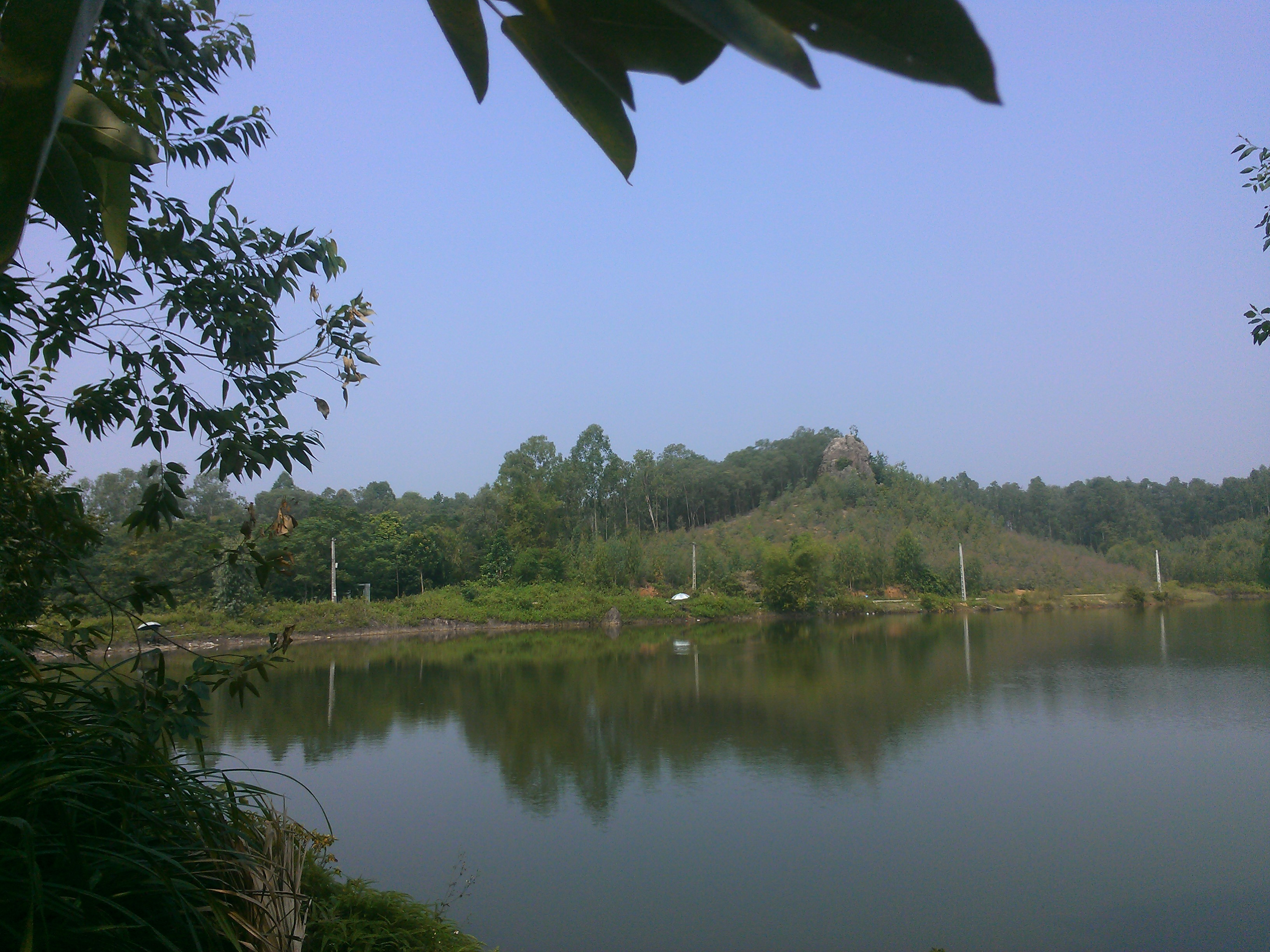
Khối đá dựng trên Núi Đền (Điện Sơn) bên hồ Ngọc Đá ở xã Lập Thạch xưa (Yên Thạch - Sông Lô hiện nay). Nơi đây ba nhà giáo dạy con vua Lý Thái Tổ về dạy học rồi thác ở đây, hóa thành đá. Triều Lý phong tặng Tam vị Thạch Sơn đại vương, triều Trần phong tặng Thượng đẳng thần và nhân dân lập đền thờ tại đây

### Ẩm thực

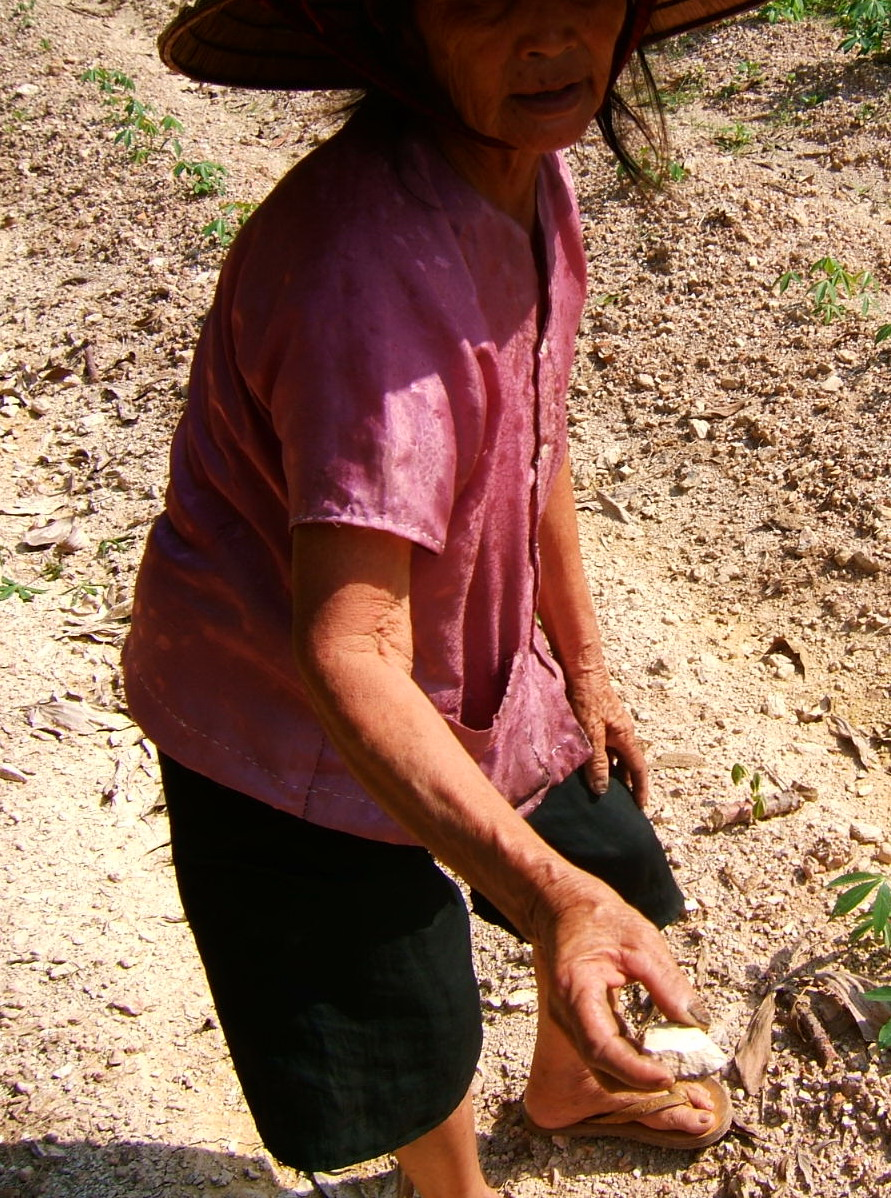
Miếng đất sét trên đồi có thể ăn được trong tay một bà cụ

## Lịch sử